# Janusz Sikora
Janusz Sikora (ur. 21 stycznia 1954 w Kozakowicach na Śląsku Cieszyńskim, zm. 10 lipca 2024) – polski duchowny luterański, były radca Konsystorza Kościoła Ewangelicko-Augsburskiego w RP.

## Życiorys
W latach 1973–1978 studiował teologię w Chrześcijańskiej Akademii Teologicznej w Warszawie. Praktykę kandydacką odbył w parafii Ewangelicko-Augsburskiej w Rynie na diecezji mazurskiej. 19 listopada 1978 został ordynowany na duchownego i następnie skierowany jako wikariusz do parafii w Cieszynie. W latach 1980–1984 był ogólnopolskim duszpasterzem młodzieżowym. W latach 1986–2000 był proboszczem pomocniczym w parafii cieszyńskiej, zaś w latach 2000–2018 sprawował urząd proboszcza tejże parafii. Janusz Sikora od 1992 do 2018 był również przewodniczącym Komisji ds. Chórów i Orkiestr Diecezji Cieszyńskiej Kościoła, a także założycielem i prezesem Towarzystwa Ewangelickiego w Cieszynie, które prowadzi szkoły i przedszkole w Cieszynie. W uznaniu zasług na polu oświaty i wychowania został w 2003 odznaczony Medalem „Komisji Edukacji Narodowej”.
W latach 1996–2006, ks. Janusz Sikora był członkiem Synodu Kościoła Ewangelicko-Augsburskiego w RP, zaś w latach 2001–2011 zasiadał w Konsystorzu Kościoła.
Został pochowany na Cmentarzu ewangelickim w Cieszynie. 